# اندیس فنوج وده بالا
فنوج وده بالا یک اندیس فلزی است که در حوالی شهر مراکی استان سیستان و بلوچستان قرار دارد و مادهٔ معدنی موجود در آن، طلا است.  